# أناتول بولن
أناتول بولن (بالسويدية: Anatole Bolin)‏ هو منافس ألعاب قوى سويدي، ولد في 28 سبتمبر 1893، وتوفي في 25 يناير 1983.

## وصلات خارجية
- أناتول بولن على موقع أوليمبيديا (الإنجليزية)
- أناتول بولن على موقع اللجنة الأولمبية السويدية (السويدية)